# Suède au Concours Eurovision de la chanson 1968
La Suède a participé au Concours Eurovision de la chanson 1968 à Londres, Angleterre, au Royaume-Uni. C'est la 10e participation de la Suède au Concours Eurovision de la chanson.
Le pays est représenté par Claes-Göran Hederström et la chanson Det börjar verka kärlek, banne mej, sélectionnés par Sveriges Radio (SR) au moyen d'une finale nationale.

## Sélection

### Melodifestivalen 1968
Le radiodiffuseur suédois, Sveriges Radio, organise la 9e édition du Melodifestivalen, pour sélectionner la chanson et l'artiste représentant la Suède au Concours Eurovision de la chanson 1968,.
La finale nationale suédoise, présentée par Magnus Banck, a lieu le 9 mars 1968 au Cirkusteatern à Stockholm.

#### Finale
Dix chansons ont participé à cette sélection et sont toutes interprétées en suédois, langue nationale de la Suède.
Lors de cette sélection, c'est la chanson Det börjar verka kärlek, banne mej interprétée par Claes-Göran Hederström qui fut choisie.

## À l'Eurovision
Chaque pays a un jury de dix personnes. Chaque juré attribue un point à sa chanson préférée.

### Points attribués par la Suède
| 4 points | Irlande     |
| 3 points | Royaume-Uni |
| 2 points | Allemagne   |
| 1 point  | France      |

### Points attribués à la Suède
| 10 points | 9 points  | 8 points | 7 points      | 6 points                         |
| --------- | --------- | -------- | ------------- | -------------------------------- |
|           |           |          |               | - Norvège                        |
| 5 points  | 4 points  | 3 points | 2 points      | 1 point                          |
|           | - Irlande |          | - Royaume-Uni | - Finlande - Pays-Bas - Portugal |

Claes-Göran Hederström interprète Det börjar verka kärlek, banne mej en 8e position lors de la soirée du concours, suivant Monaco et précédant la Finlande.
Au terme du vote final, la Suède termine 5e sur les 17 pays participants, ayant reçu 15 points au total de la part de six pays,.